# Orthotrichum notabile
Orthotrichum notabile är en bladmossart som beskrevs av Lewinsky-haapasaari 1995--1996 [1996. Orthotrichum notabile ingår i släktet hättemossor, och familjen Orthotrichaceae. Inga underarter finns listade i Catalogue of Life.